# K-익명성
k-익명성(영어: k-anonymity)이란 특정 익명화된 자료 집합이 가지는 속성이다. 1986년 토어 달레니우스(Tore Dalenius)가 제시한 개념을 피에란젤라 사마라티(Pierangela Samarati), 라타냐 스위니(Latanya Sweeney)가 1998년 논문으로 도입하였다.
k-익명성은 필드 구조로 제시된 개인 특정 자료에서, 자료가 실용적으로 유용하도록 유지하면서도 자료 내의 개인이 재식별되지 않음을 보장하도록 하는 문제를 해결하기 위해 제시되었다. 제공되는 자료가 함께 제공되는 {\displaystyle k-1} 개의 개인으로 인해 재식별이 불가능할 경우 제시되는 자료가 k-익명성을 가진다고 한다.

## 같이 보기
- 준식별자